# Sigmund Dallinger
Sigmund Dallinger (* 11. August 1876; † 23. August 1939 in München) war ein deutscher Kunstmaler.

## Leben
Dallinger lernte Glasmalerei in der Werkstatt von Karl de Bouché in München. Nach 1918 war er als Lehrer an der Städtischen Malschule in München tätig. Der Maler Karl Heinz Dallinger war sein Sohn, mit dem er auch gemeinsam Wandbilder ausführte, zum Beispiel das Fresko über dem Eingang des Postamts in Bayrischzell.

## Werk
Sigmund Dallingers Hauptarbeiten lagen auf dem Gebiet der Glasmalerei und der Restaurierung kirchlicher Fensterbilder unter anderem in Regensburg, Ulm und Colmar. Er schuf Entwürfe für die Mayer’sche Hofkunstanstalt und war auch als Buchillustrator tätig.